# Sathrosia kansuensis
Sathrosia kansuensis là một loài bướm đêm trong họ Geometridae.